# Robert Filmer
Sir Robert Filmer, född 1588, död 26 maj 1653, var en engelsk politisk filosof. 
Robert Filmer var son till Sir Edward Filmer av East Sutton i Kent. Han studerade vid Cambridge University där han utexaminerades 1604. Han dubbades till riddare av Karl I av England under dennes första tid som regent, och var en sådan stark försvarare av kungamakten att det sägs att parlamentet plundrade hans hem tio gånger som vedergällning.
Robert Filmer är bekant som 1600-talets kanske längst gående teoretiske förfäktare av den kungliga maktfullkomligheten av Guds nåde. Utom en rad smärre politiska skrifter författade Filmer det ryktbara arbetet Patriarcha or the natural power of kings asserted, vilket utgavs först 1680, under den Stuartska reaktionens värsta tid. Han hävdade där, att konungens vilja är lagens enda rätta källa och att konungen har fullständigt obegränsad faderlig makt över sina undersåtar; att kritisera någon kunglig handling vore syndigt. Filmer anföll Thomas Hobbes för dennes fördragsteori, men gillade hans slutsats om folkets rättslöshet mot regenten. Filmers samhällslära utsattes för det skarpaste klander, särskilt av John Locke i dennes Two treatises of government (1690).